# Wild Arms 3
Wild Arms 3, conosciuto in Giappone come Wild Arms Advanced 3rd (ワイルドアームズ アドヴァンスドサード?, Wairudo Āmuzu Adovansudo Sādo), è un videogioco di ruolo sviluppato dalla Media.Vision e pubblicato dalla Sony Computer Entertainment, ed è il sequel di Wild Arms e Wild Arms 2. È stato pubblicato nel 2002 per Sony PlayStation 2. È il primo titolo nella serie Wild Arms nel quale tutti i membri di un party sono in grado di usare ARMs. È anche il primo videogioco di ruolo pubblicato negli Stati Uniti ad utilizzare animazione cel-shaded.

## Accoglienza
La rivista Play Generation diede al gioco un punteggio di 83/100, trovandolo un buon GdR, molto legato al passato, poco spettacolare tecnicamente e con delle splendide fasi esplorative.